# Chaos and Disorder
Chaos and Disorder è il diciottesimo album da studio del cantante e musicista statunitense Prince, pubblicato nel 1996 dall'etichetta Warner Bros. Records.

## Tracce
1. Chaos and Disorder – 4:19
2. I Like It There – 3:15
3. Dinner with Delores – 2:46
4. The Same December – 3:24
5. Right the Wrong – 4:39
6. Zannalee – 2:43
7. I Rock, Therefore I Am – 6:15
8. Into the Light – 2:46
9. I Will – 3:37
10. Dig U Better Dead – 3:59
11. Had U – 1:26

## Classifiche
| Classifica (1996) | Posizione massima |
| ----------------- | ----------------- |
| Austria           | 17                |
| Belgio (Fiandre)  | 24                |
| Belgio (Vallonia) | 47                |
| Canada            | 33                |
| Finlandia         | 31                |
| Francia           | 25                |
| Germania          | 42                |
| Italia            | 21                |
| Norvegia          | 15                |
| Paesi Bassi       | 8                 |
| Regno Unito       | 14                |
| Stati Uniti       | 26                |
| Svezia            | 32                |
| Svizzera          | 21                |